# Агрыз
Агры́з (тат. Әгерҗе) — город в России в составе Республики Татарстан. Административный центр Агрызского района. Образует муниципальное образование город Агрыз со статусом городского поселения как единственный населённый пункт в его составе.

## География
Площадь 8,6 км². Город расположен на крайнем северо-востоке Татарстана, на границе с Удмуртией, у подножия Сарапульской возвышенности, на реке Агрызке (небольшой приток реки Иж, бассейн Волги), в 304 км к востоку от Казани и в 36 км к югу от Ижевска.

## История
Известен с 1646 года. В начале XX века в Агрызе располагалось волостное правление, имелась школа, 2 мечети. Во время Ижевско-Воткинского восстания Агрыз был занят ижевскими повстанцами, до конца октября 1918 года в городе и его окрестностях шли тяжёлые бои. До 1920 центр Агрызской волости Сарапульского уезда Вятской губернии. С 1921 года — центр Агрызского кантона ТАССР, с 1924-го — заштатный город, подчинённый Елабужскому кантонному исполкому. В 1926 году исключён из списка городов, с 14 февраля 1927-го стал административным центром Агрызского района. В 1928 году отнесён к категории рабочих посёлков, 28 августа 1938 года преобразован в город районного подчинения. С 1 января 1963 года, в связи с изменением административно-территориального деления ТАССР, находился в административном подчинении Елабужского горсовета, с 4 марта 1964 года — вновь районный центр. В состав нового Агрызского района вошла также территория бывшего Красноборского района.

## Население
| 1931    | 1939    | 1959    | 1967    | 1970    | 1979    | 1989    | 1992    |
| ------- | ------- | ------- | ------- | ------- | ------- | ------- | ------- |
| 5300    | ↗15 400 | ↗20 270 | ↘20 000 | ↘19 267 | ↗20 137 | ↘19 732 | ↘19 400 |
| 1996    | 1998    | 2002    | 2003    | 2005    | 2006    | 2007    | 2009    |
| →19 400 | ↗19 800 | ↘18 620 | ↘18 600 | ↗18 640 | ↗18 739 | ↗18 891 | ↗19 050 |
| 2010    | 2011    | 2012    | 2013    | 2014    | 2015    | 2016    | 2017    |
| ↗19 300 | ↗19 314 | ↗19 553 | ↗19 671 | ↗19 778 | ↘19 738 | ↗19 739 | ↘19 704 |
| 2018    | 2019    | 2020    | 2021    | 2023    | 2024    |         |         |
| ↗19 774 | ↗19 794 | ↘19 721 | ↗19 991 | ↘19 860 | ↘19 804 |         |         |

На 1 января 2025 года по численности населения город находился на 665-м месте из 1124 городов Российской Федерации.
Национальный состав
По переписи 2010: татары — 59 %, русские — 25 %, марийцы — 8 %, удмурты — 6 %.

## Экономика и инфраструктура
Пищевая, строительных материалов, деревообрабатывающая промышленность. Типография. 4 средние и детская музыкальная школы, профессиональное училище, ледовый дворец, бассейн, стадион, краеведческий музей, центральная районная больница, железнодорожная больница. 2 мечети.

### Промышленность
Предприятия пищевой промышленности (хлебокомбинаты ПО «Хлебопищекомбинат» и ООО «Булгар-икмек»,мясокомбинат ООО «Агрызский МК»), предприятия по выпуску строительных материалов (ООО «Агрызский завод стройматериалов»), деревообработка (ООО «МТМ»), железнодорожные мастерские.

### Транспорт
Важный узел железнодорожных линий на Казань, Екатеринбург, Ижевск, Акбаш с одноимённой станцией и депо.
Ходит междугородний автобус «Агрыз — Набережные Челны» и пригородный «Агрыз — Ижевск/ЮАС».